# A Republikanska futbolna grupa 1951
La A Republikanska futbolna grupa 1951 fu la 27ª edizione della massima serie del campionato di calcio bulgaro disputato tra il 25 marzo e il 14 ottobre 1951 e concluso con la vittoria del CDNV Sofija, al suo secondo titolo.
Capocannoniere del torneo fu Dimităr Milanov del CDNV Sofia, con 14 reti.

## Formula
Le squadre partecipanti passarono da dieci a dodici e disputarono un turno di andata e ritorno per un totale di 22 partite.
Per meglio bilanciare il rapporto tra le squadre di Sofia e il resto della nazione il sistema di retrocessioni fu il seguente: le due peggiori tra le squadre del resto della Bulgaria furono retrocesse e rimpiazzate dalle migliori due della seconda divisione così come il peggiore dei team di Sofia fu rimpiazzato dal migliore (tra i club della capitale) della seconda serie.
Il secondo peggior club di Sofia invece disputò uno spareggio con andata e ritorno contro il secondo miglior club della capitale della seconda serie.

## Squadre partecipanti
| Club                 | Città   | Stadio | Posizione 1950       |
| -------------------- | ------- | ------ | -------------------- |
| Dinamo Sofia         | Sofia   |        | Campione di Bulgaria |
| CDNV Sofia           | Sofia   |        | 4°                   |
| Akademik Sofia       | Sofia   |        | 3°                   |
| Stroitel Sofia       | Sofia   |        | 2°                   |
| Spartak Sofia        | Sofia   |        | B RFG                |
| Spartak Stalin       | Varna   |        | 5°                   |
| Cherveno zname Sofia | Sofia   |        | 6°                   |
| DNV Plovdiv          | Plovdiv |        | B RFG                |
| Torpedo Pleven       | Pleven  |        | 8°                   |
| Torpedo Dimitrovo    | Pernik  |        | B RFG                |
| Lokomotiv Plovdiv    | Plovdiv |        | 7°                   |
| Torpedo Ruse         | Ruse    |        | B RFG                |

## Classifica finale
| Pos. | Squadra              | G  | V  | N  | P  | GF | GS | Punti |
| ---- | -------------------- | -- | -- | -- | -- | -- | -- | ----- |
| 1    | CDNV Sofija          | 22 | 18 | 1  | 3  | 62 | 7  | 37    |
| 2    | Spartak Sofia        | 22 | 14 | 8  | 0  | 27 | 7  | 36    |
| 3    | Dinamo Sofia         | 22 | 9  | 8  | 5  | 37 | 16 | 26    |
| 4    | Akademik Sofia       | 22 | 10 | 6  | 6  | 40 | 33 | 26    |
| 5    | Spartak Stalin       | 22 | 10 | 5  | 7  | 40 | 27 | 25    |
| 6    | Cherveno zname Sofia | 22 | 6  | 11 | 5  | 26 | 21 | 23    |
| 7    | Lokomotiv Plovdiv    | 22 | 7  | 9  | 6  | 21 | 20 | 23    |
| 8    | Stroitel Sofia       | 22 | 8  | 6  | 8  | 25 | 24 | 22    |
| 9    | Torpedo Dimitrovo    | 22 | 9  | 2  | 11 | 37 | 36 | 20    |
| 10   | DNV Plovdiv          | 22 | 6  | 5  | 11 | 26 | 32 | 17    |
| 11   | Torpedo Pleven       | 22 | 1  | 3  | 18 | 16 | 59 | 5     |
| 12   | Torpedo Ruse         | 22 | 0  | 4  | 18 | 8  | 83 | 4     |

## Spareggio promozione-retrocessione
DSO Cherveno zname Sofia 0 - 3 DSO Lokomotiv Sofia Andata: 0 - 1 Ritorno: 0 - 2